# Анджей Кміциць
Анджей Кміциць - вигаданий персонаж, головний герой роману "Потоп" Генрика Сенкевича.  Він також тимчасово з’являється в наступній частині Трилогії Генрика Сенкевича "
Пан Володийовський".
Як прапорщик Оршанський був характерним представником тогочасного литовського дворянства, відомим своїми військовими подвигами, нащадком колись могутнього, але розореного  Московією дворянського роду із Смоленщини.
Кміциць є літературним прикладом високого патріотизму і лицарської доблесті, антиподом Кміциця виступає старий шляхтич Заглоба — базіка, п'яниця, брехун, хвалько і боягуз. Заглоба фактично є типовим представником польської шляхти XVII століття . Ще гострішим антиподом Кміциця виступає "головний зрадник" польської історії  Януш Радзивілл. При цьому в романі є і мало помітні, але важливі "помічники" головного героя, як наприклад "Бутрим".

## Історія персонажа
На початку «Потопу», коли він приїжджає до Водоктів, де живе "Олександра Біллевич", з якою він має одружитися згідно із заповітом Іракліуша Біллевича, він постає бешкетником і вояком.  Тоді він служить у князя Януша Радзивіла, про зрадливі наміри якого дізнається лише в розмові з князем Богуславом.  Кміциц, побачивши зраду обох Радзивіллів, перейшов на бік конфедератів і Яна Казимира.  Захищаючи батьківщину, він взяв прізвище Бабинич від містечка Бабиничі, що знаходилося в його маєтку, оскільки його власне ім'я було зазначене як зрадник.  Брав участь в обороні Ясногірського монастиря, де підірвав найбільшу шведську колумбіаду (колубрину).  Потім він пішов у Сілезію до короля, де під час його повернення в країну врятував Яна Казимира.  Брав участь у "Битві під Простками", командуючи кримськими татарами, які підтримували поляків.

## Походження персонажа
Прототипом цього персонажа мав стати литовський полковник "Самуель Кмічіц".
Однак справжній літературний прототип персонажа Кміцица та його «компанії» створив Юзеф Ігнацій Крашевський у романі «Szaławiła» (1870) в особі відомого авантюриста Збіслава Вержховського та його супутників.  Один із них – найближчий друг, Ян Жубр, нагадує персонажа Яромира Кокосинського своїми істотними рисами, а їхній п’яний бенкет у Журові – це ідея, наслідована в «Потопі», Сенкевича з гуляння у Любіча. Ці запозичення помітив уже професор Вінцентій Данек. Моральна трансформація Кміцица схожа на трансформацію князя Романа з книги 
Джозефа Конрада.

## Кіно і музика
- У фільмі «Оборона Ченстохови» (1913, режисер Едвард Пухальський) цього героя зіграв Броніслав Орановський.
- У російській постановці Потоп (1915 року, режисера Петра Чардиніна) Іван Мозжухін зіграв Кміциця.
- У екранізації Потопу (1974, режисер Єжи Гоффман) персонажа зіграв Данієль Ольбрихський.
- Пісня «Pan Kmicic» від Яцека Качмарського[4].